# Willy Müller (Zwitsers componist)
Willy Müller (Schaffhausen, 21 september 1906) is een Zwitsers componist, dirigent en muziekuitgever.

## Levensloop
Müller heeft muziek studeert aan het Konservatorium für Klassik und Jazz in Zürich. Hij was dirigent van verschillende harmonieorkesten in Zwitserland, bijvoorbeeld van de Stadtmusik Baden, de Knabenmusik Baden, de Stadtmusik Altstätten, de Musikverein Herisau en de Harmoniemusik "Concordia" Uzwil. Verder was hij voor korte tijd dirigent van de Knabenmusik Schaffhausen en van 1946 tot 1960 van de Musikverein "Harmonie" Degersheim. 
Als componist schreef hij werken voor harmonieorkest en heeft deze uitgegeven in de daarvoor opgerichte eigen muziekuitgeverij. 

## Composities

### Werken voor harmonieorkest
- 1926 Erntesegen, wals
- 1926 Junges Blut, mars
- 1926 Tessiner Sonnenstrahlen
- 1927 Heiter durchs Leben
- 1933 Arbeiterliedermarsch
- 1934 Gruß aus Baden, mars
- 1934 Gute Reise, mars
- 1934 Im Aargau sind zwei Liebi
- 1934 Lägerngruß, mars
- 1935 Lyra-Marsch
- 1937 Furka, mars
- 1937 Metropol-Marsch
- 1938 Die neue Zeit, ouverture
- 1939 Jugendfest-Marsch
- 1940 Regiment 59, mars
- 1941 Grenz-Brigade 8, mars
- 1946 Rheintaler Marsch
- 1947 Rheintaler Fest-Marsch
- 1948 Gruß aus Herisau, mars
- 1952 Eintracht-Marsch
- 1954 Mit hellem Klang
- 1970 Uzwiler Marsch
- 1975 Lista-Marsch
- 1980 Toggenburg Marsch
- Armeemarsch
- Das Bild der Rose, voor bariton solo en harmonieorkest
- Der Fahnenschwur, mars
- Die Knabenmusik kommt, mars
- Freud und Leid, mars
- Frohgemut, wals
- Gott zur Ehr, processiemars
- Gratulantenmarsch
- Gusti Engeler-Marsch
- Kasino-Marsch
- Musikantentreffen, mars
- Musikgruß, mars
- Üsi Heiri, mars
- Waldstatt-Marsch
- Wie ein stolzer Adler, mars